# Christine Beier
Christine Beier (* 12. Dezember 1983 in Kyritz) ist eine deutsche ehemalige Handballspielerin.

## Karriere
Als Beier die 7. Klasse besuchte, begann sie das Handballspielen beim MTV Wünsdorf. Ein Jahr später schloss sie sich dem SV Lokomotive Rangsdorf an und wechselte 2003 in die 2. Liga zum SV Berliner VG 49, wo die Sportstudentin in der Saison 2006/07 auf 189 erzielte Tore kam. Von Saison 2007 bis 2013 stand die 1,78 Meter große Rückraumspielerin beim Bundesligisten Frankfurter Handball Club unter Vertrag. Nachdem der FHC Insolvenz anmelden musste, wechselte sie zum Zweitligisten Füchse Berlin, mit dem sie 2014 in die Bundesliga aufstieg. 2016 stieg sie mit den Füchsen in die 3. Liga ab, da keine Bundesligalizenz beantragt wurde. Ein Jahr später verließ sie den Verein.
Sie stand im Aufgebot der deutschen Nationalmannschaft für die Handball-Weltmeisterschaft der Frauen 2009 in der Volksrepublik China, mit der sie den 7. Platz erreichte. Weiterhin nahm sie an der Weltmeisterschaft 2013 teil und erzielte sechs Treffer in sieben Partien.